# Agrochola rubrior
Agrochola rubrior är en fjärilsart som beskrevs av Charles E. Rungs 1972. Agrochola rubrior ingår i släktet Agrochola och familjen nattflyn. Inga underarter finns listade i Catalogue of Life.